# (397) Vienna
(397) Vienna ist ein Asteroid des mittleren Hauptgürtels, der am 19. Dezember 1894 vom französischen Astronomen Auguste Charlois am Observatoire de Nice bei einer Helligkeit von 12 mag entdeckt wurde.
Der Asteroid ist benannt nach der Stadt Wien in Österreich. Der französische Astronom Michel-Alain Combes (* 1942) schrieb: „Nommée probablement en l’honneur de la ville de Vienna en Autriche où observa Johann Palisa de 1881 à sa mort et pour lequel Auguste Charlois, le découvreur, avait une grande admiration. (Wahrscheinlich benannt zu Ehren der Stadt Wien in Österreich, wo Johann Palisa von 1881 bis zu seinem Tod Beobachtungen durchführte und für den Auguste Charlois, der Entdecker, große Bewunderung empfand.)“ Julius Bauschinger, der Direktor des Astronomischen Rechen-Instituts in Berlin, veröffentlichte 1901 die Namen von 34 von Charlois entdeckten Asteroiden zwischen den Nummern (356) und (451). Im Text heißt es lediglich: „Nach Zustimmung des Herrn Charlois haben folgende von ihm entdeckten… Planeten nachstehende Namen erhalten.“ Es liegt daher nahe, dass die Namen vom Astronomischen Rechen-Institut ausgewählt wurden.

## Wissenschaftliche Auswertung
Mit Daten radiometrischer Beobachtungen im Infraroten am Kitt-Peak-Nationalobservatorium in Arizona vom September 1975 wurden für (397) Vienna erstmals Werte für den Durchmesser und die Albedo von 50 km und 0,09 bestimmt. Aus Ergebnissen der IRAS Minor Planet Survey (IMPS) wurden 1992 Angaben zu Durchmesser und Albedo für zahlreiche Asteroiden abgeleitet, darunter auch (397) Vienna, für die damals Werte von 43,3 km bzw. 0,18 erhalten wurden. Eine Auswertung von Beobachtungen durch das Projekt NEOWISE im nahen Infrarot führte 2012 zu vorläufigen Werten für den Durchmesser und die Albedo im sichtbaren Bereich von 49,0 km bzw. 0,14. Nach der Reaktivierung von NEOWISE im Jahr 2013 und Registrierung neuer Daten wurden die Werte 2015 mit 44,9 km bzw. 0,13 angegeben, diese Angaben beinhalten aber hohe Unsicherheiten.
Eine spektroskopische Untersuchung von 820 Asteroiden zwischen November 1996 und September 2001 am La-Silla-Observatorium in Chile ergab für (397) Vienna eine taxonomische Klassifizierung als K- bzw. T-Typ.
Photometrische Messungen des Asteroiden fanden erstmals statt vom 30. Juli bis 4. August 1979 am Table Mountain Observatory in Kalifornien. Aus der aufgezeichneten Lichtkurve wurde eine Rotationsperiode von 15,48 h bestimmt. Weitere Beobachtungen erfolgten vom 3. bis 18. September 2009 am Shadowbox Observatory in Indiana, die das frühere Ergebnis mit einer abgeleiteten Rotationsperiode von 15,45 h bestätigten.
Um eine gute Datenabdeckung zu erreichen, gab es vom 10. Mai bis 18. Juni 2017 eine koordinierte Zusammenarbeit von mehreren Beobachtern: Während 12 Nächten erfolgten Beobachtungen am Organ Mesa Observatory in New Mexico, den Observatorien Borówiec und Mt. Suhora in Polen sowie dem Blue Mountain Observatory in New South Wales, Australien. Die registrierte Lichtkurve umfasste eine vollständige Periode, die zu 15,461 h ausgewertet wurde.
Aus archivierten Daten des Asteroid Terrestrial-impact Last Alert System (ATLAS) aus dem Zeitraum 2015 bis 2018 wurde in einer Untersuchung von 2022 mit der Methode der konvexen Inversion eine Rotationsperiode von 15,46 h berechnet. Auch von der italienischen Amateur Astronomers Union (UAI) gab es eine neue Kampagne zur Bestimmung der Rotationsperiode von (397) Vienna. Messungen während sieben Nächten vom 26. Oktober 2022 bis 9. Januar 2023 am sieben verschiedenen Observatorien in Italien erbrachten in der Auswertung eine Rotationsperiode von 15,470 h.